# Ване
Ване (нем. Wahnen) — посёлок в латвийском регионе Курземе, вблизи Кандавы, центр волости, центр исторического поместья Курляндского герцогства. Расположен на берегу реки Сарцене в 23 км от Кандавы и в 107 км от Риги.
Поселение возникло вокруг центра бывшего поместья, принадлежавшего семье Ган. В настоящий момент в Ване есть местная администрация, начальная школа, дом культуры, библиотека, почта и несколько магазинов. Лютеранская церковь Ване (основана и построена из дерева в 1573 году, построена из камня в 1663 году) — памятник архитектуры государственного значения.

## История
Курляндский герцог Готард Кетлер пожаловал крупнейшее в регионе землевладение Ване своему секретарю и помощнику Саломону Хеннингу (нем. Salomon Henning, 1528—1589), который был государственным деятелем Ливонского ордена, а затем Курляндского герцогства, отразив это в своей хронике Ливонии и Курляндии в период с 1554-го по 1590 год. Он в последние годы жил и умер в Ване 29 ноября 1589 года. Хеннинг был похоронен в основанной им самим и построенной в 1572 году деревянной церкви..В 1663 году его останки были похоронены его потомками в новой каменной церкви, которую между 1654-м и 1663 годами построил сын Соломона Готхард Хеннинг.

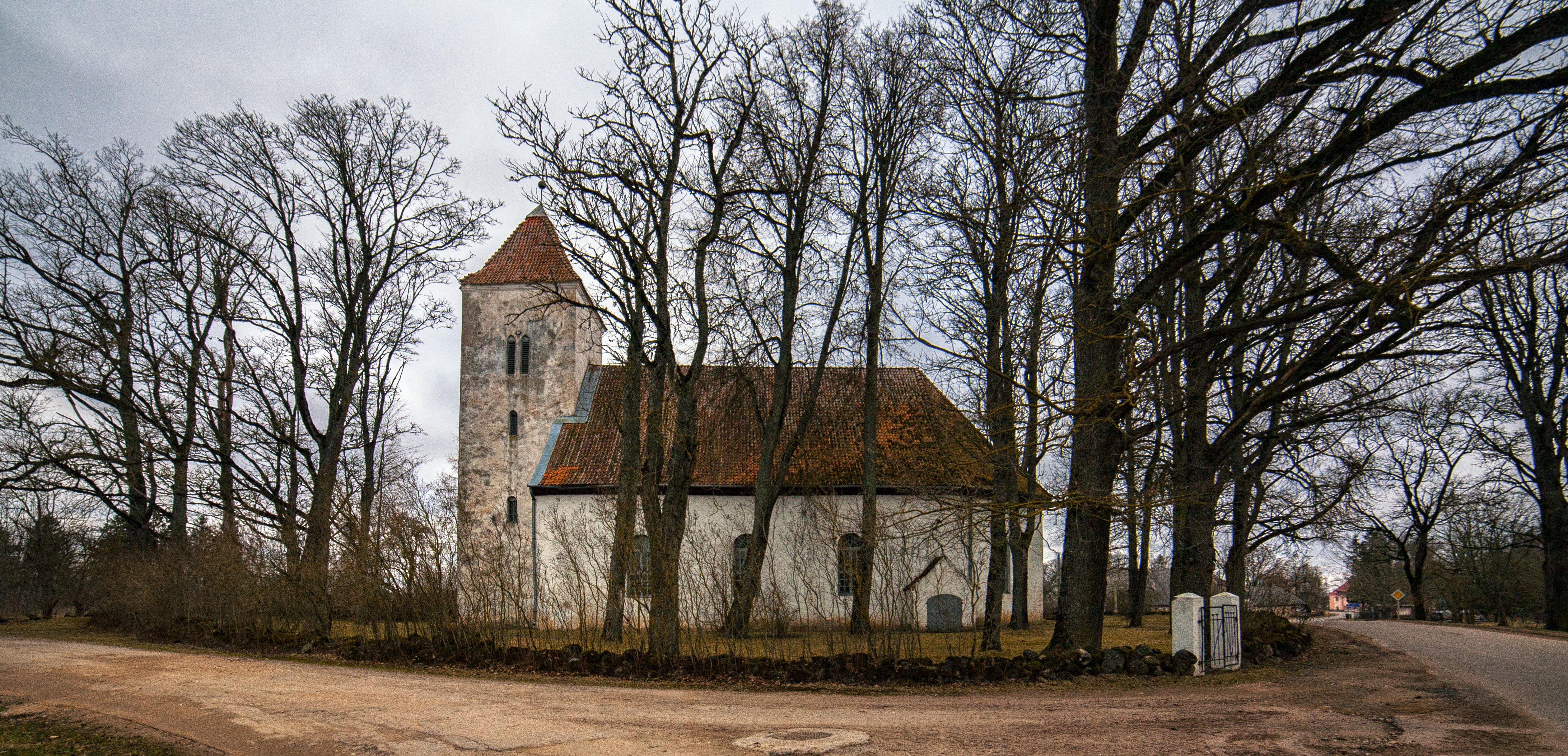
Ванеская лютеранская церковь

Со временем поместье было разделено между наследниками на несколько отдельных усадеб: Айзупе, Ване, Вариеба, Сарцене. Однако постепенно зажиточная семья прекратила существование — уже в 1723 году Ване больше не было ни одного Хеннинга. Семья полностью вымерла в конце XVIII века.
В 1821 году мыза Ване перешла в собственность барона фон Гана. Построенный им в 1870 году в модном неоготическом стиле замок был уничтожен во время революции 1905 года.
Ремонт здания был произведён только в 1936—1940 годах, когда оно приспосабливалось для нужд основной школы. Строительные работы обошлись примерно в 25 тысяч латов, из которых 13 тысяч планировалось взять в долг у государства. Для завершения работ старейшина Тукумского района поручил управе при необходимости даже повысить налоговые ставки.
В 1937 году усадебный амбар перестроили в Народный дом.
В 1939 году начальная школа Ване была объединена с начальной школой Айзупе. Тогда же было восстановлено и другое крыло усадебного дома. Работа была завершена в 1941 году.
Во время Великой Отечественной войны со школой соседствовал немецкий госпиталь. Когда количество раненых стало прибывать, школу из здания выселили, и занятия детей проходили по домам.
В 1944 году часть здания сгорела, немцы стали его ремонтировать. Развалины перекрыли крышей, так что одно крыло стало ниже другого. В 1944 году школа вернулась в свои помещения, начались ремонтные работы, которые завершились в 1950 году.